# San Juan (Tibás)
San Juan è un distretto della Costa Rica, capoluogo del cantone di Tibás, nella provincia di San José.